# Международный теннисный турнир в Брисбене 2012
Международный теннисный турнир в Брисбене 2012 года — ежегодный профессиональный теннисный турнир в серии ATP 250 для мужчин и премьер серии для женщин. Соревнования в четвёртый раз проводится на открытых хардовых кортах в Брисбене, Австралия. Соревнования прошли со 1 по 8 января.
Прошлогодние победители:
- в мужском одиночном разряде —  Робин Сёдерлинг
- в женском одиночном разряде —  Петра Квитова
- в мужском парном разряде —  Лукаш Длоуги и  Пол Хенли
- в женском парном разряде —  Алиса Клейбанова и  Анастасия Павлюченкова

## Соревнования

### Мужчины одиночки
Энди Маррей обыграл  Александра Долгополова со счётом 6-1, 6-3.
- Маррей выигрывает свой первый одиночный турнир на соревнованиях ассоциации в году и 22й за карьеру.
- Долгополов выходит в свой первый одиночный финал на соревнованиях ассоциации в году и 3й за карьеру.

### Женщины одиночки
Кайя Канепи обыграла  Даниэлу Гантухову со счётом 6-2, 6-1.
- Канепи выигрывает свой первый одиночный турнир на соревнованиях ассоциации в году и 2й за карьеру.
- Гантухова выходит в свой первый одиночный финал на соревнованиях ассоциации в году и 13й за карьеру.

### Мужчины пары
Максим Мирный /  Даниэль Нестор обыграли  Юргена Мельцера /  Филиппа Пецшнера со счётом 6-1, 6-2.
- Мирный выигрывает свой первый в году и 42й за карьеру парный титул на соревнованиях мирового тура.
- Нестор выигрывает свой первый в году и 76й за карьеру парный титул на соревнованиях мирового тура.

### Женщины пары
Нурия Льягостера Вивес /  Аранча Парра Сантонха обыграли  Ракель Копс-Джонс /  Абигейл Спирс со счётом 7-6(2), 7-6(2).
- Льягостера Вивес свой первый в году и 15й за карьеру парный титул на соревнованиях мирового тура.
- Парра Сантонха свой первый в году и 5й за карьеру парный титул на соревнованиях мирового тура.